# Premier League (Barbados)
Die 1947 gegründete Premier League (vormals: Premier Division) ist die höchste Spielklasse des nationalen Fußballverbands von Barbados.

## Aktuelle Saison
In der  Saison 2022/23 nahmen die folgenden zwölf Mannschaften am Spielbetrieb teil:
- Barbados Defense Force SC
- Brittons Hill United
- Deacons FC
- Ellerton FC
- Empire FC
- Notre Dame SC
- Paradise SC
- Silver Sands FC
- Saint Andrew Lions FC
- UWI Blackbirds FC
- Weymouth Wales
- Wotton FC

## Meisterschaften
| Verein                    | Anzahl | Titel |
| ------------------------- | ------ | --- |
| Weymouth Wales            | 19     | 1962, 1964, 1967, 1969, 1970, 1971, 1972, 1973, 1974, 1975, 1976, 1978, 1981, 1984, 1986, 2012, 2017, 2018, 2023 |
| Notre Dame SC             | 9      | 1997, 1998, 1999, 2000, 2002, 2004, 2005, 2008, 2010                                                             |
| Barbados Defense Force SC | 6      | 1995, 2007, 2013, 2014, 2015, 2019                                                                               |
| Everton FC                | 5      | 1960, 1963, 1965, 1966, 1987                                                                                     |
| Paradise SC               | 4      | 1989, 1996, 2001, 2003                                                                                           |
| Pinelands United          | 3      | 1982, 1985, 1992                                                                                                 |
| Spartan FC                | 3      | 1948, 1950, 1951                                                                                                 |
| Youth Milan FC            | 2      | 2006, 2011 |
| Brittons Hill United      | 2      | 1990, 2009 |
| Pride of Gall Hill        | 2      | 1988, 1993 |
| UWI Blackbirds FC         | 1      | 2016 |
| Empire FC                 | 1      | 1952 |

- 1961, 1968, 1977, 1979, 1980, 1983, 1991, 1994, 2021 und 2022 wurde keine Meisterschaft ausgetragen.
- 2020 wurde die Saison aufgrund der Corona-Pandemie am 17. Mai (7. Spieltag) abgebrochen.